# Holtbyrnia cyanocephala
Holtbyrnia cyanocephala is een straalvinnige vissensoort uit de familie van glaskopvissen (Platytroctidae). De wetenschappelijke naam van de soort is voor het eerst geldig gepubliceerd in 1967 door Krefft.